# Raffinerie Cressier

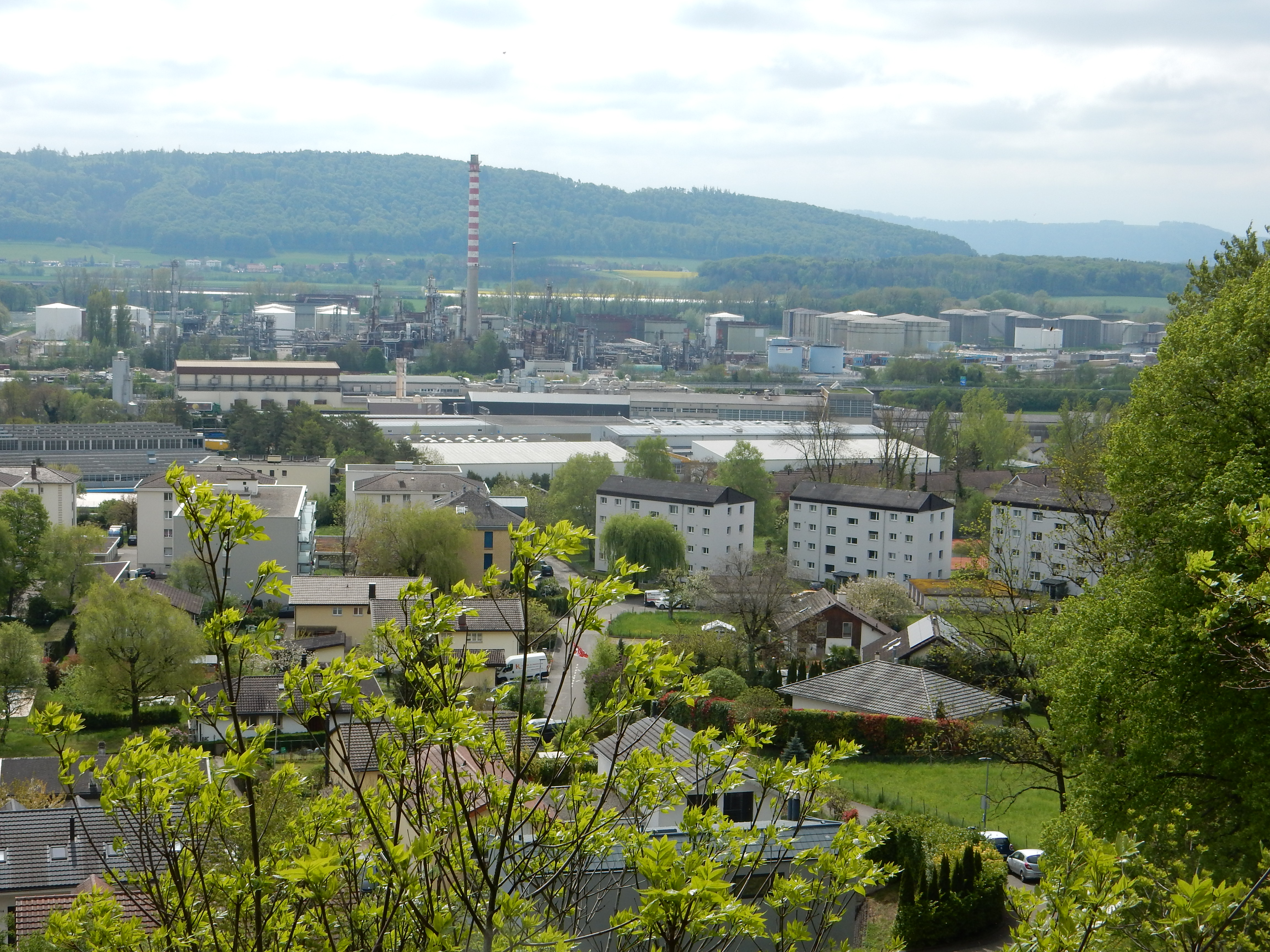
Die Raffinerie in der Ebene zwischen Jolimont und Jura

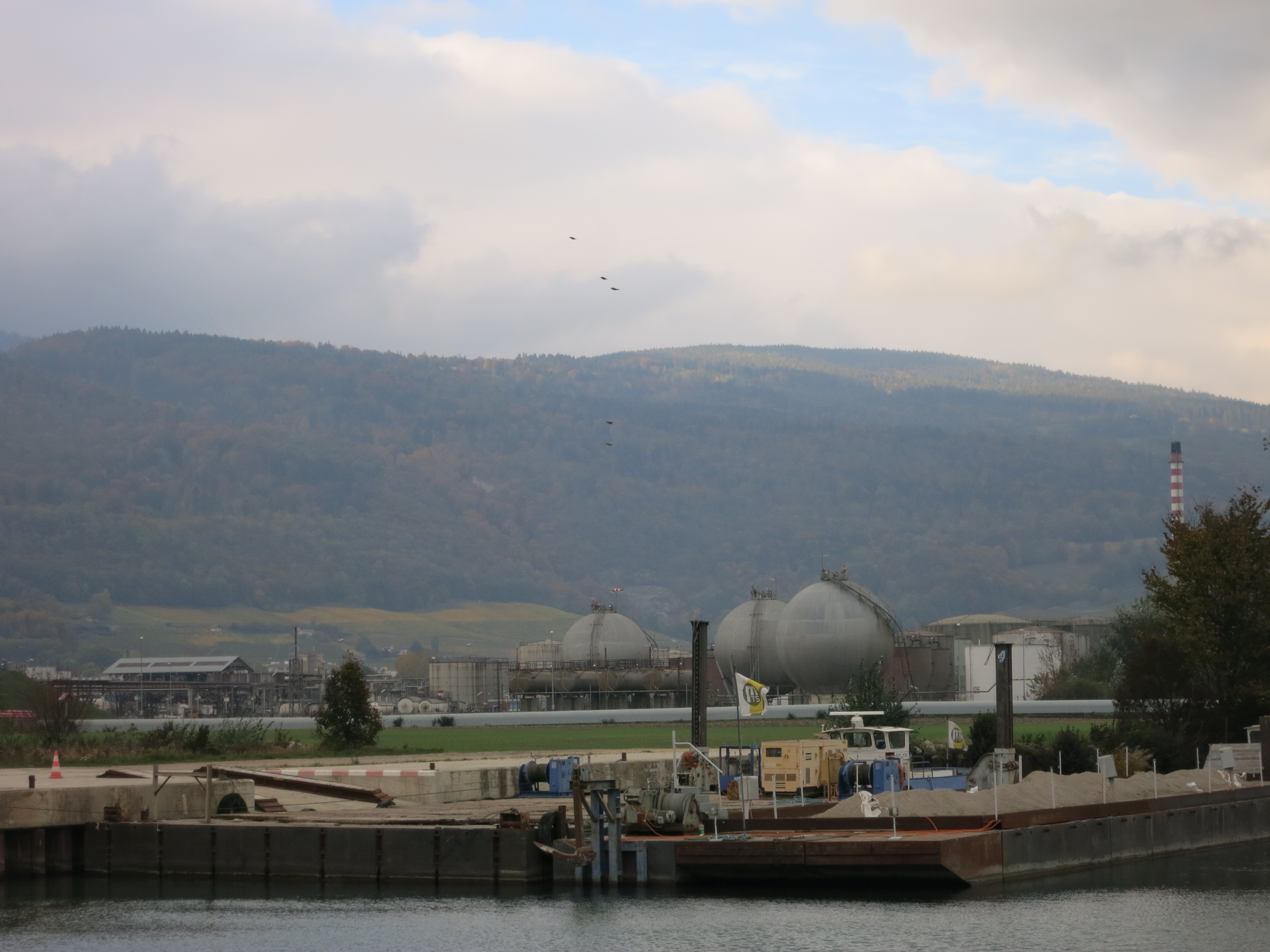
Raffinerie Cressier vom Zihlkanal aus

Die Raffinerie Cressier ist seit der Schliessung der Raffinerie Collombey die einzige in Betrieb befindliche Erdölraffinerie der Schweiz. Sie wird in Cressier im Kanton Neuenburg von Varo Energy betrieben.

## Hintergrund
Die Raffinerie liegt auf 74,21 Hektar südöstlich vom Dorf Cressier zwischen dem Zihlkanal und der Autobahn A5. Ein Teil der Tanks und des Güterbahnhofs mit 18 Gleisen befindet sich auf dem Gemeindegebiet von Cornaux.
Die Raffinerie hat eine Gesamtverarbeitungskapazität von 68'000 Barrel pro Tag; 2009 war der durchschnittliche Durchsatz 53'300 Barrel pro Tag, 2010 war er 50'500  Barrel pro Tag. Die Raffinerie produziert etwa 25 % aller in der Schweiz verkauften Erdölprodukte. Das Erdöl wird über die Rohrleitung Pipeline Sud-Européen von dem Hafen Fos-sur-Mer bei Marseille bezogen. Die Raffinerieprodukte werden mit Eisenbahnkesselwagen und Tank-LKW verteilt. Das Unternehmen beschäftigt etwa 270 Angestellte.

## Geschichte

Flugaufnahme (1970)

Die Raffinerie Cressier wurde ab April 1964 in der Zihlebene, teilweise auf der aufgeschütteten Vieille Thielle (Alten Zihl), erbaut. Im Mai 1966 wurde sie unter dem Namen Compagnie de raffinage Shell in Betrieb genommen, mit Shell als Mehrheitsaktionär und einer Beteiligung von Gulf Oil. Shell kaufte Gulf Oil (Switzerland) 1983 und wurde so Alleinbesitzer. 1993 wurde die Hydrodesulfurierunganlage in Betrieb genommen. 2000 wurde die Raffinerie an Petroplus verkauft und wurde danach durch dessen Tochterfirma Petroplus Refining Cressier SA betrieben.
Gleichzeitig mit der Muttergesellschaft Petroplus geriet die Raffinerie Cressier Ende 2011 in finanzielle Schwierigkeiten. Mitte Januar 2012 wurde die Produktion total eingestellt, weil kein Rohöl mehr vorhanden war. Am 31. Januar 2012 bewilligte das Regionalgericht von Boudry der Petroplus Refining Cressier SA die Nachlassstundung. Die Raffinerie wurde Ende Juni 2012 von der Varo Energy Holding, einem Gemeinschaftsunternehmen zwischen dem Rohstoffhändler Vitol (75 %) und  Atlas Invest (25 %), einer Finanzholding des Unternehmers Marcel van Poecke, gekauft, und die Produktion wurde in der zweiten Julihälfte wieder gestartet.
Im Dezember 2013 gab Varo Energy bekannt, dass ihr Gesellschafterkreis restrukturiert werde; anstelle von Atlas Invest trat der Finanzinvestor Carlyle (über sein Vehikel Carlyle International Energy Partners (CIEP), an dem auch Marcel van Poecke beteiligt ist) mit einem Anteil von 50 % ein.
Am 10. Oktober 2022 wurde die Zufahrt des Geländes durch Klimaaktivisten blockiert.
Im November 2022 ging auf einem Industriegelände direkt östlich der Raffinerie die, in Kooperation von Varo Energy und Groupe E errichtete, leistungsstärkste Photovoltaik-Freiflächenanlage der Schweiz in Betrieb. Sie besteht aus mehr als 19’000 statischen Solarmodulen, die eine Fläche von 45’000 Quadratmeter bedecken, hat eine installierte Kapazität von 7,7 MW, erzeugt rund 8,4 GWh Strom pro Jahr und deckt damit bei voller Leistung mehr als 60 Prozent des Strombedarfs der Raffinerie ab.